# Ancistrocerus durangoensis
Ancistrocerus durangoensis är en stekelart som beskrevs av Cameron 1908. Ancistrocerus durangoensis ingår i släktet murargetingar, och familjen Eumenidae. Inga underarter finns listade i Catalogue of Life.